# 氯霉素
氯黴素（Chloramphenicol）是一種抗生素，可用於治療許多細菌感染症狀，包括腦膜炎、瘟疫、霍亂和傷寒等。只有在不能使用其他較安全的抗生素時，才會建議用氯黴素。治療期間，建議每兩天監控血藥濃度和血球數量。氯黴素可以經由靜脈注射、口服和眼睛藥膏的方式使用。，現時主要是用在醫治細菌性結膜炎的眼藥水或藥膏上。
氯黴素常見的副作用有骨髓抑制、噁心和腹瀉，其中骨髓抑制有可能致命；為減少副作用發生的風險，治療時間應儘量縮短。對肝臟或腎臟功能不全患者，應降低使用劑量。幼年的兒童用藥時可能會發生灰嬰症候群，導致胃腫大以及低血壓。通常不建議孕產婦在懷孕末期和哺乳期使用氯黴素。氯霉素是一種廣譜抗生素，可藉由阻礙蛋白質的合成以抑制細菌的生長。
氯黴素於1947年 由大衛·戈特利布從南美洲委內瑞拉的土壤內的委內瑞拉鏈黴菌分離發現，是世界上首種完全由合成方法大量製造的廣譜抗生素。它被列入世界衛生組織基本藥物標準清單，是基層衛生系統中最重要的藥物之一。氯黴素為一種學名藥。全球多處地區氯霉素的靜脈注射價格大約一劑0.40至1.90美元，因價錢低廉的關係，現時仍然盛行於一些低收入國家，但在其他西方國家經已甚少使用，這是由於它的副作用的關係。在美國，氯黴素非常昂貴（41.47美元）全球抗生素抗藥性問題使得氯黴素仍被考慮使用。。

## 用途
氯霉素有著很廣泛的活躍性，能有效對抗革蘭氏陽性菌，包括大部份的抗藥性金黃色葡萄球菌、革蘭氏陰性菌及厭氧性生物。它卻不能對抗綠膿桿菌或腸桿菌屬的品種。而對於類鼻疽伯克氏菌，則只有一點效用，但經已由頭孢他啶及美羅培南取代。在西方，氯霉素的使用主要限制在外用上，這是因它有導致再生不良性貧血的風險。
最初氯霉素只用於治療傷寒，但現時出現能對抗多種藥物的傷寒桿菌，顯示氯霉素只能抑制某些細菌。氯霉素亦能用作耐四環素霍亂的第二線治療。
由於氯霉素對腦脊液高滲透性（遠比頭孢菌素的高），它是治療金黃色葡萄球菌引致腦膿瘍的第一選擇。它亦可用在治療由多種生物引致或不明原因的腦膿瘍。
氯霉素能有效地抑制三種主要引致腦膜炎的細菌：腦膜炎雙球菌、肺炎鏈球菌及流感嗜血桿菌。在西方，氯霉素是用於治療對青霉素或頭孢菌素過敏的腦膜炎病人。而有建議家庭醫生須配備有氯霉素的靜脈製劑，在一些低收入國家，世界衛生組織亦建議使用氯霉素油劑作為腦膜炎的第一線治療。
在美國，當包括腦膜炎雙球菌敗血病及落磯山斑點熱的區分診斷未有結果前，氯霉素被用來作為小孩熱病及紫斑的經驗治療。
因氯霉素對乳酸腸球菌有抑制作用，它亦會被用作治療萬古黴素抗藥性腸球菌。

## 药理
氯霉素能控制细菌核糖体的肽基转移酶从而抑制細菌蛋白质生物合成。
氯霉素可以通过阻止氨基酰tRNA与核糖体50S亚基A位點的結合來抑制核糖體活動及蛋白質合成。雖然氯霉素與大環內酯都是以影響50S亚基來发挥作用，但氯霉素不屬於大環內酯。

## 耐药性
已发现部分细菌对氯霉素产生耐药性。这些菌种主要以下列三种方式对抗氯霉素：
1. 降低细胞膜滲透性。這是一種較低级的抗藥方法，在體外進行也較為容易。
2. 合成氯霉素乙酰转化酶（CAT）。通过CAT基因编码氯霉素乙酰转化酶抑制氯霉素，這種酶能催化氯霉素的羥基與一个或兩個乙酰基共價結合，从而阻礙氯霉素與核糖體的結合。
3. 50S亚基发生结构改变，使氯霉素等蛋白质合成抑制剂类抗生素无法作用。這種方法非常罕見。

## 劑量
一般服用的劑量是每日50mg/kg，並分四次服用：一個成年人約為每日服用750mg的份量四次，若在嚴重的病症則需要雙重份量。若是嬰兒的話，由於嬰兒未能有效地代謝藥物，則須每劑量減半。
氯霉素一般是250mg的膠囊或藥水（125mg/5ml）。在某些國家，氯霉素是以棕櫚酸酯形式出售。這些氯霉素棕櫚酸酯是不活躍的，並在小腸內水解成為活躍的氯霉素。不論是活躍的氯霉素，或是不活躍的氯霉素棕櫚酸酯，它們的生物利用度均無差異。
由於氯霉素不溶於水，它的靜脈製劑是琥珀酸酯。這卻又衍生另一個問題：氯霉素琥珀酸酯是不活躍的，亦是需要透過水解轉化為氯霉素。但水解的過程中，會有約30%的劑量不能轉化而在尿液中流失，所以血清內氯霉素的濃度只有口服的70%。 為了達至與口服的劑量相同，氯霉素的靜脈製劑劑量須調升至每日75mg/kg。 因而相較靜脈注射，口服會是首選的。
在美國，因大部份與氯霉素引致的再生不良性貧血是與口服製劑有關，口服製劑經已於1991年停止生產。雖然在理論上，口服製劑與靜脈製劑會有相同的影響，但現今口服製劑經已在美國絕跡。

### 劑量監測
在嬰兒或肝臟有問題的病人需要監測著血漿中的氯霉素水平。而4歲以下的小孩，年長的及患有腎病的病人亦建議要監測血漿水平。最高水平（約於服用後1小時）應為15－25mg/l，而低水平（於服用前採集）應為少於15mg/l。

### 代謝與排出
氯霉素在肝臟被代謝為不活躍的氯霉素醣醛酸。若肝臟功能受損，劑量須相應降低。降低的份量須按照劑量監測的血漿水平而定。
大部份的氯霉素會由腎臟轉化為不活躍的代謝物氯霉素醣醛酸排出，只有少數的氯霉素會原封不動的排出。若病人的腎臟有問題，雖不是必要，但仍然建議須監測血漿水平。靜脈製劑的氯霉素琥珀酸酯亦會被排出，所以這亦是為何口服製劑在血液內的份量會較靜脈製劑為多。

### 氯霉素油劑
氯霉素油劑的肌注劑量為100mg/kg，而最大劑量為3g。若於注射後48小時仍未有臨床反應，則可重複注射劑量。每一次注射約須5美元。
氯霉素油劑是於1954年首次引入，並以Tifomycine®為商標，原先用作治療傷寒。於1995年，其生產商停止了氯霉素油劑的生產。直至1998年，由國際藥房協會再行生產，首於於馬爾他推出，並於2004年12月在印度發售。
世界衛生組織建議在低收入的國家將氯霉素油劑作為腦膜炎的一線治療，且亦被列入世界衛生組織的基本藥物清單之內。1975年，它首次用於治療腦膜炎，因其效用而被多次當作研究的對象。 現時氯霉素油劑是最便宜的腦膜炎治療方法（與須30美元的氨苄西林及15天裝價值15美元的頭孢曲松相比，每次療程約只為5美元）。它的好處是只須一次注射，而頭孢曲松輸液則須在5天內每天注射一次。不過，最近發現一次頭孢曲松的劑量（約為3美元）與氯霉素油劑一次的劑量。
氯霉素油劑現時未有在美國或歐洲出售。

### 氯霉素眼藥水
在西方，氯霉素仍然是廣為使用的製劑（藥膏及眼藥水），專門治療細菌性結膜炎。當中仍然有個別的再生不良性貧血個案發生．但估計風險約為四十萬分之一或更低。

## 藥理學
氯霉素是溶於脂類，但卻不會於蛋白質產生作用。它是一個小的分子，擁有約100升的擬似分佈體積。它能有效地穿透身體內所有的組織，當中亦包括腦部。在腦膜沒有發炎的情況下，其在腦部及腦脊液的濃度可以達至30-50%；若在腦膜發炎下，其濃度可以提升至89%。

## 不良影響

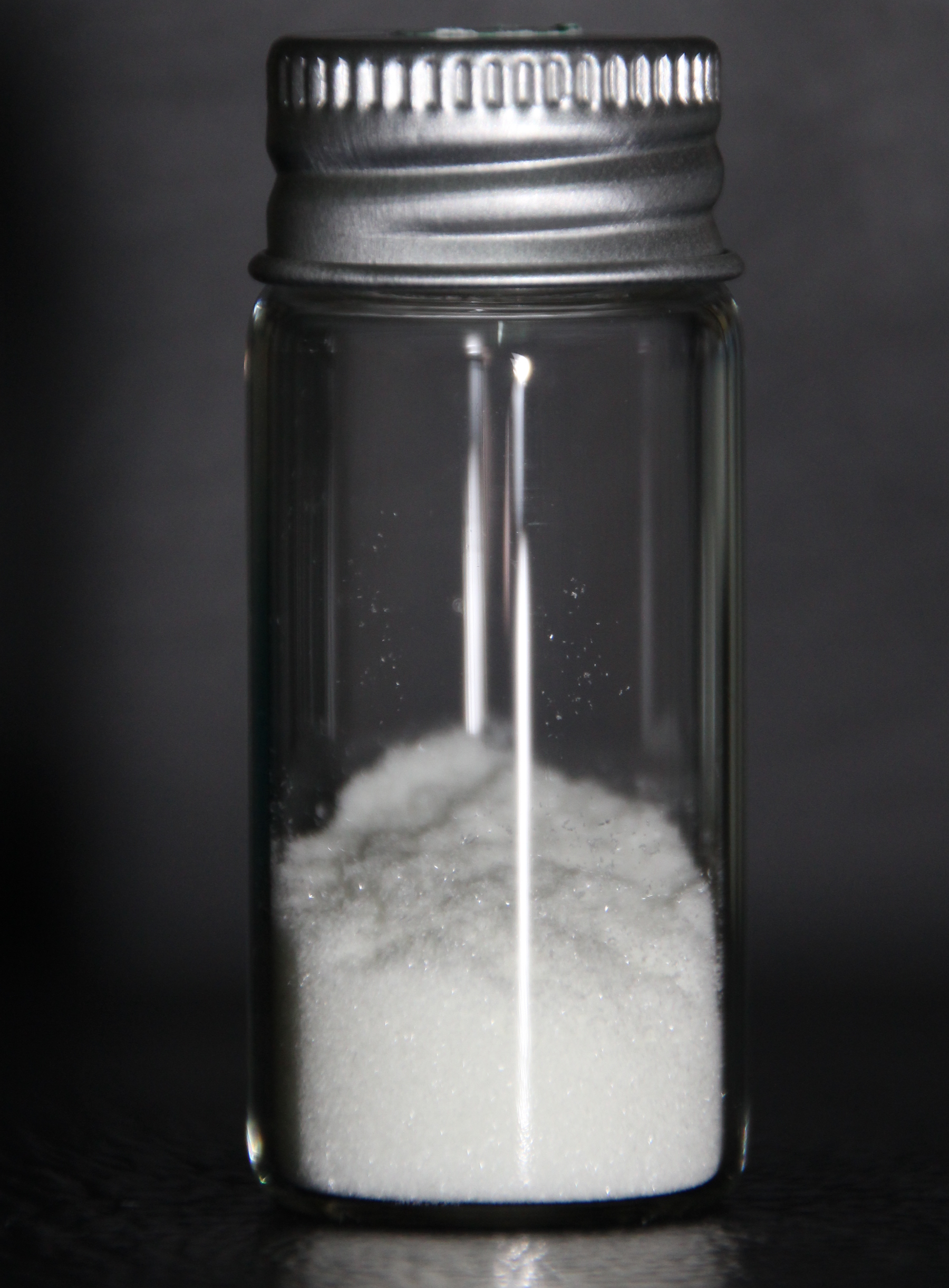
氯霉素样品

### 再生不良性貧血
氯霉素最嚴重的副作用是再生不良性貧血。 這種影響很少出現，但卻足以致命，因現時仍未能準確預測這種副作用的出現及提供適當治療。貧血一般會在氯霉素治療完成後幾星期，甚至幾個月後出現氯霉素相信是遺傳的因素。 雖然現時未知如何監測再生不良性貧血的出現，但仍有建議在氯霉素治療期間，每星期檢查血常規兩次。最高風險產生這種副作用的是使用口服的氯霉素 （約為二萬四千至四萬分之一） 及最低風險的是使用眼藥水（約為四十萬分之一或更低）。
甲砜霉素是一種與氯霉素相似的化合物在中國供人體使用，而未有任何再生不良性貧血的副作用出現。甲砜黴素在美國及歐洲只有供動物使用，而供人體使用的仍未獲得批准。

### 骨髓抑制
氯霉素治療很常見會造成骨髓抑制，骨髓抑制是因氯霉素對人體內的線粒體的有毒影響。在劑量達至約20g時，血紅蛋白水平會出現下降。這種現象會隨用藥停止後而停止，且亦不會發展成再生不良性貧血。

### 白血病
一份中國的病例對照研究顯示，氯霉素引致兒童患上白血病的風險有上升的趨勢。 若治療時間越長，風險亦會越高。

### 灰嬰症候群
靜脈注射氯霉素與一種稱為灰嬰症候群有所關聯。 這種現象在新生嬰兒的出現是因為他們未有完全的肝臟酵素，體內的氯霉素不能透過代謝而消去。 這個因素亦會導致其他不良反應，包括低血壓及發紺。如要避免這種情況，可以控制使用氯霉素的建議劑量及監察血液水平。

## 商標
因氯霉素有著長久的歷史，在不同的國家均有著不同的商標：
- Alficetyn®
- Amphicol®
- Biomicin®
- Chloromycetin®（美國靜脈製劑商標）
- Chlorsig®（美國眼藥水商標）
- Fenicol®
- Kemicetine®（英國靜脈製劑商標）
- Laevomycetin®
- Phenicol®
- Nevimycin®
- Tifomycine®（法國油劑商標）
- Vernacetin®
- Veticol®

## 外部連結
- University of Pennsylvania （页面存档备份，存于）